# Énigme en mer
Énigme en mer (Problem at Sea) est une nouvelle policière d'Agatha Christie mettant en scène le détective belge Hercule Poirot.
Initialement publiée le 12 janvier 1936, dans la revue This Week aux États-Unis, cette nouvelle a été reprise en recueil en 1939 dans The Regatta Mystery and Other Stories aux États-Unis. Elle a été publiée pour la première fois en France dans le journal Marianne le 15 juillet 1936, puis dans le recueil Le Bal de la victoire en 1979.

## Résumé
Hercule Poirot passe ses vacances en croisière en Égypte. Souffrant du mal de mer, il tente de se changer les idées en discutant avec les autres passagers. Parmi eux, le colonel Clapperton s'attire les sympathies de la plupart de ses compagnons de voyage en supportant de manière stoïque son épouse, tyrannique et hypocondriaque. Seul le général Forbes n'apprécie pas l'individu, et explique à Poirot que l'homme a débuté dans le music-hall avant de faire une piètre carrière dans l'armée, conclue par une blessure. C'est son mariage avec une récente veuve qui lui a permis de décrocher son poste au Bureau de la Guerre. Le détective est lui-même confronté à l'épouse qui, après lui avoir parlé sèchement, s'éclipse en laissant derrière elle une prescription pour de la digitaline, vraisemblablement destinée à soigner les problèmes cardiaques dont elle se plaint constamment. Durant la traversée, deux jeunes filles, Kitty Mooney et Pamela Creegan, décident de « sauver le colonel de sa femme » et l'emmènent en promenade pendant que Mrs Clapperton dispute une partie de bridge. Peu après, Poirot découvre le colonel faisant une démonstration de ses talents de prestidigitateur devant ses jeunes admiratrices. 
Lorsque le navire atteint Alexandrie, Mrs Clapperton refuse de descendre, et même d'ouvrir la porte de sa cabine à travers laquelle elle dit à son mari qu'elle préfère passer la journée alitée. Le colonel passe donc la journée en ville avec les deux jeunes filles. Lorsqu'il remonte à bord, il trouve porte close et doit faire appel à un steward. Une fois la cabine ouverte, tous découvrent avec stupéfaction que Mrs Clapperton a été poignardée avec une dague de facture locale, et que ses biens de valeurs ont été volés. Un collier de perles d'ambre retrouvé sur le sol fait aussitôt porter les soupçons sur les marchands locaux, qui sont montés en nombre à bord durant la journée.
Poirot n'est pourtant pas convaincu, ne comprenant pas pourquoi cette femme qui refusait d'ouvrir sa porte à son mari aurait en revanche laissé entrer un marchand ambulant. Le soir suivant, il convoque tous les protagonistes dans le salon, et leur fait une démonstration de ventriloquie, en faisant prononcer à une poupée les derniers mots de la victime. Le colonel Clapperton se lève alors, avant de s'effondrer, tué par une attaque cardiaque.
Le détective explique alors les événements : Mrs Clapperton a été tuée dans la matinée et, lorsqu'elle s'est exprimée à travers la porte de sa cabine, c'est en réalité son mari qui imitait sa voix pour faire croire aux témoins qu'elle était encore vivante à son départ, et se constituer un alibi. La veille, il avait laissé croire par son tour de passe-passe que sa spécialité au music-hall était l'illusionnisme ; il était en réalité ventriloque et avait fait sa démonstration de cartes afin de brouiller les pistes. La démonstration de Poirot a fait comprendre au colonel qu'il avait compris son secret. L'homme était cardiaque, ce dont témoignait la prescription de digitaline qui n'était en réalité pas destinée à son épouse.

## Personnages
- Hercule Poirot, détective en vacances sur le navire
- Colonel Clapperton, employé du Bureau de la Guerre et ancien artiste de music hall, époux de la victime
- Mrs Clapperton, victime du meurtre, femme acariâtre et hypocondriaque
- Général Forbes, militaire au fait du passé artistique de Clapperton, et seul passager à ne pas se montrer admiratif à son égard
- Ellie Henderson : passagère admirative de la patience de Mr Clapperton envers son épouse
- Kitty Mooney et Pamela Creegan : jeunes filles désireuses de libérer Clapperton de l'emprise de sa femme ; témoignent de sa présence sur la terre ferme durant l'après-midi du meurtre

## Éditions
Avant la publication dans un recueil, la nouvelle avait fait l'objet de publications dans des revues :
- le 12 janvier 1936, aux États-Unis, dans l'hebdomadaire This Week[1] ;
- en février 1936, au Royaume-Uni, sous le titre « Poirot and the Crime in Cabin 66 », dans le no 542 du mensuel The Strand Magazine[1] ;
- le 15 juillet 1936, en France, sous le titre « Le mystère de la chambre 66 », dans le no 195 de Marianne[2].

La nouvelle a ensuite fait partie de nombreux recueils :
- en 1939, aux États-Unis, dans The Regatta Mystery and Other Stories[3] (avec 8 autres nouvelles) ;
- en 1974, au Royaume-Uni, dans Poirot's Early Cases[1],[4] (avec 17 autres nouvelles) ;
- en 1974, aux États-Unis, dans Hercule Poirot's Early Cases (recueil ne reprenant que 15 des 18 nouvelles du recueil britannique) ;
- en 1979, en France, dans Le Bal de la victoire[2] (recueil ne reprenant que 15 des 18 nouvelles du recueil britannique de 1974, différentes de la sélection du recueil américain).

## Adaptation
- 1989 : Mystère en mer (Problem at Sea), téléfilm britannique de la série télévisée Hercule Poirot (7e épisode, saison 1), avec David Suchet dans le rôle principal. Le capitaine Hastings accompagne le détective en croisière, contrairement à la nouvelle dont il est absent. Hormis cet ajout, l'adaptation est fidèle à la nouvelle à l'exception de la mort de l'assassin absente dans l'adaptation[5].